# جامع السلطان قابوس بالبريمي
جَامِع ٱلسُّلْطَان قَابُوْس يكن المسجد الأكبر بـالبريمي في عُمان. سميت على إسم سلطان عمان السابق، قابوس بن سعيد.

## الوصف
افتتح الجامع بتاريخ 10 ديسمبر 1993 م.

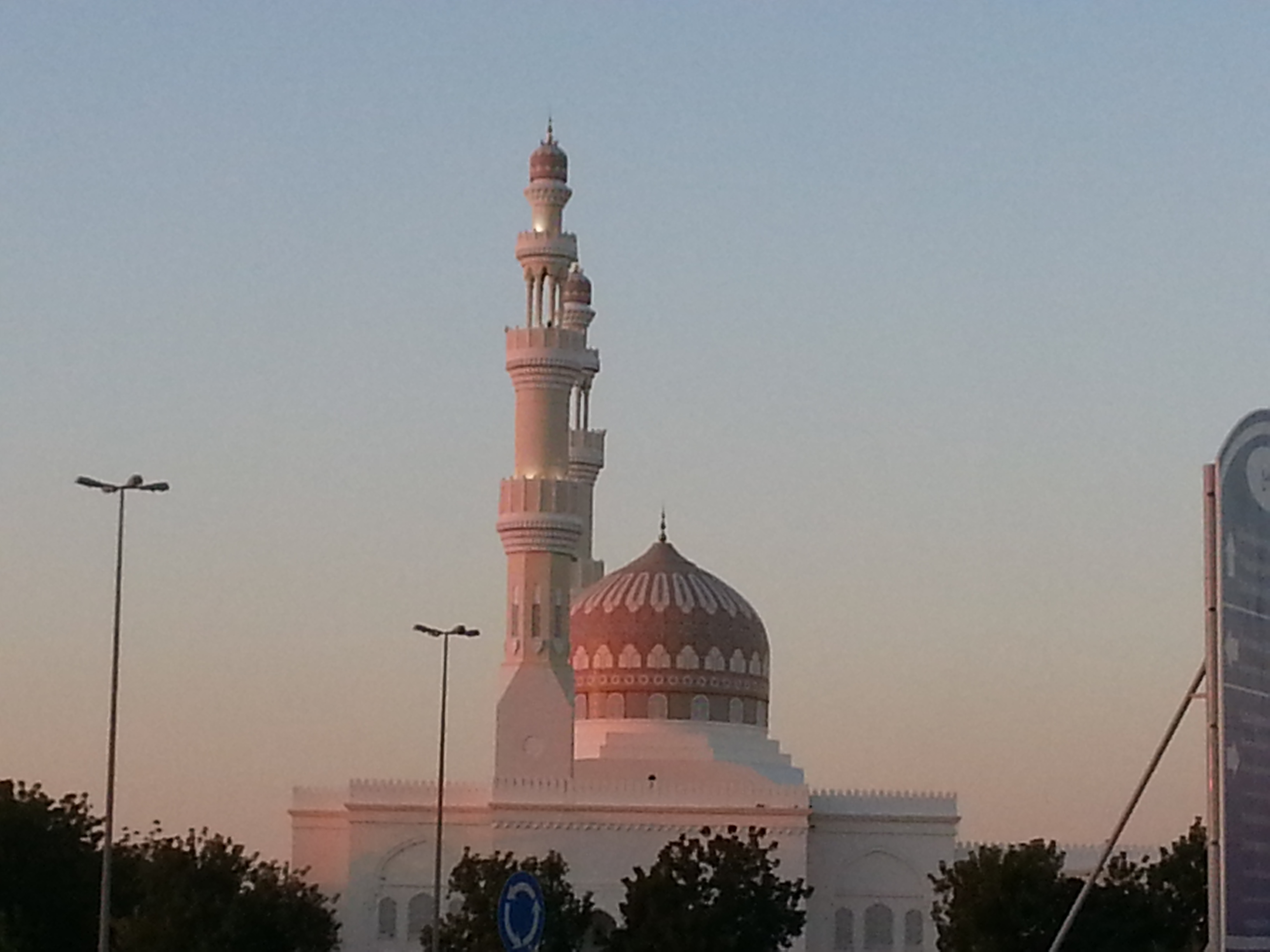
المسجد
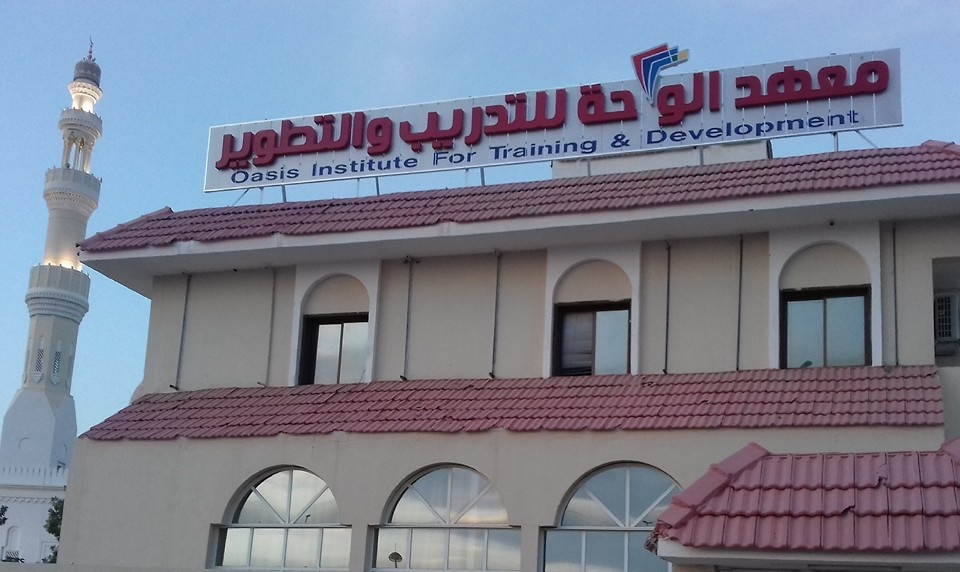
معهد الواحة للتدريب والتطوير بجوار الجامع